# Dolanlar
Dolanlar är en ort i Azerbajdzjan. Den ligger i distriktet Xocavänd rayonu, i den södra delen av landet, 280 km väster om huvudstaden Baku. Dolanlar ligger 1 184 meter över havet och antalet invånare är 180.
Terrängen runt Dolanlar är lite bergig, och sluttar söderut. Närmaste större samhälle är Jebrail, 17,8 km öster om Dolanlar. 
Trakten runt Dolanlar består i huvudsak av gräsmarker. Runt Dolanlar är det ganska tätbefolkat, med 54 invånare per kvadratkilometer.